# Univest
Univest — фабрика паперового пакування, яка спеціалізується на виробництві екологічних рішень для харчової промисловості. Виробничий комплекс компанії розташований у місті Фастів, Київської області, і працює в режимі 24/7. Загальна площа виробництва становить 19 000 м², а логістичний комплекс займає 12 000 м². Штат компанії налічує близько 300 працівників. Univest експортує свою продукцію до 15 країн Європи.
Серед замовників Univest: заклади швидкого харчування (QSR), ритейл, HoReCa, служби доставки, вендингові компанії, кінотеатри, виробники морозива та вермішелі швидкого приготування (FMCG).
Асортимент представлений двома сегментами:
- food to go (паковання для страв «з собою»): стакани для холодних та гарячих напоїв, кришки, супники, салатники, кламшели, бокси, лотки, контейнери, тарілки;
- food service (паковання для виробників продуктів): відра для морозива, десертів, вермішелі швидкого приготування. [3] [4]

Компанія декларує місію створювати "екологічні пакувальні рішення для харчової промисловості" та позиціонує свою діяльність під девізом "З турботою про важливе". 

## Історія

### Початок діяльності (1992–2000)
У 1992 році Володимир Кудряшов і Клаус Ріффарт  розпочали роботу над ідеєю, яка згодом стала основою для створення майбутньої компанії. Робота над цією ідеєю об'єднала команду однодумців, які у 1994 році заснували компанію. Результатом цієї роботи стало видання у 1994 році першого номеру журналу «Пропозиція» — першого українського спеціалізованого видання для агробізнесу. Це видання швидко завоювало популярність серед фермерів та представників аграрного бізнесу, ставши основним джерелом інформації про новітні технології, ринкові тенденції та методи управління в сільському господарстві. «Пропозиція» стала не лише інформаційним ресурсом, але й важливим інструментом для розвитку аграрного сектору в Україні. У 2003 році було видано сотий номер журналу, що підтвердило його успіх і стабільність на ринку друкованих видань. 
Журнал «Пропозиція» був щомісячним ілюстрованим діловим виданням, орієнтованим на аграрний сектор. Середній наклад складав 21 000 екземплярів, а читацька аудиторія налічувала близько 220 000 топменеджерів аграрного бізнесу, керівників сільгосппідприємств і фермерів. Видання неодноразово отримувало нагороди, зокрема почесні грамоти Кабінету Міністрів і Міністерства сільського господарства України. У 2003 році журнал відзначив випуск свого сотого номера, що підтвердило його значення як надійного джерела інформації для аграрної спільноти. У 1996 році відбувся запуск друкарського напряму діяльності компанії. У місті Фастів, Київської області, на території площею 4 га було збудовано поліграфічний комплекс ТОВ «Компанія "Юнівест Маркетинг"». У цьому комплексі було організовано сучасне друкарське виробництво, що стало важливим етапом розвитку компанії. 
У 1996 році компанія розпочала випуск журналу «Огородник» , орієнтованого на дачників, садівників та городників . Видання мало найбільший тираж серед подібних журналів в Україні — 172 000 екземплярів щомісяця, а читацька аудиторія перевищувала 1,26 мільйона осіб. За свою діяльність творчий колектив журналу був нагороджений почесною грамотою Міністерства сільського господарства України.
У 1997 році бренд Univest Print став одним із лідерів ринку поліграфії в Україні. Завдяки інвестиціям у сучасне обладнання та розширенню виробничих потужностей компанія залучила замовників із числа всесвітньо відомих видавничих будинків . Серед них — Huber Burda Media, Edipress, DeAgostini, EagleMoss, Pannini, Centaury, Hachette, Egmont, Murator, Bauer Media.  Ця співпраця значно зміцнила позиції Univest Print на міжнародному ринку.
У 1998 році Univest Print розширила портфель своїх клієнтів за рахунок співпраці з великими торговельними мережами та брендами, такими як METRO C&C, Нова Лінія, Епіцентр, Watsons, а також із провідними видавництвами, включно з Vogue.
У тому ж році бренд «Огородник» представив свою продукцію на сільськогосподарській виставці, демонструючи високий рівень популярності журналу серед цільової аудиторії.

### Розвиток друкарського виробництва (2000–2008)
У 2000 році Univest розпочала новий етап у розвитку поліграфії в Україні та Європі. Було запущено першу рольову машину Heidelberg М-200, яка значно підвищила ефективність друкарського виробництва.  Ця подія стала важливим кроком у зміцненні позицій компанії як одного з провідних гравців ринку поліграфії.
У період з 2001 по 2007 рік компанія «Univest Print» зміцнила свою репутацію як партнера найбільших міжнародних видавничих будинків і одного з лідерів ринку поліграфії в Україні. Серед замовників компанії були Huber Burda Media, Edipresse, DeAgostini, EagleMoss та багато інших. 
У 2008 році відбулося повне оновлення парку друкарського та післядрукарського обладнання компанії «Univest Print». Завдяки цьому було покращено якість і швидкість виконання замовлень. Того ж року запущено цех планшетного УФ-друку під брендом «Юнівест Діджитал», а також з’явилася нова послуга – оформлення торгових центрів, що розширило спектр діяльності компанії.

### Розширення діяльності (2010–2015)
У 2010 році Univest відкрила своє представництво в ЄС. Це дало змогу компанії активно розвивати міжнародну співпрацю та збільшити експорт продукції до європейських країн.
У 2011 році стартував напрямок з виготовлення картонної, пластикової та блістерної упаковки під брендом "Univest Packaging", орієнтований на фармацевтичну, кондитерську та промислову галузі. Одним із прикладів продукції цього напряму є картонна упаковка у вигляді новорічного будиночка для солодощів.
У 2015 році було запущено проєкт Food in Box, що спеціалізувався на виробництві картонної упаковки для закладів швидкого харчування . Цей проєкт став відповіддю на глобальний попит в пакувальній індустрії. 

### Глобальне визнання та партнерство (2018–2023)
У період з 2018 по 2023 рік компанія Univest чотири роки поспіль здобувала перемоги на Міжнародному конкурсі упаковки WorldStar Awards у категорії «Напої». >  Ці нагороди підтвердили високий рівень якості продукції та відповідність вимогам світового ринку. Значна частина продукції компанії експортувалася до країн Європи, що сприяло зміцненню її позицій на міжнародному ринку.
У 2022 році компанія оголосила нову стратегію розвитку як єдиного бренду Univest, орієнтованого на виробництво пакувальних рішень для фуд-індустрії. Ця стратегія передбачала посилення екологічного напрямку, удосконалення виробничих процесів і розширення асортименту продукції.
У 2023 році Univest стала офіційним членом Лондонської торгово-промислової палати (London Chamber of Commerce & Industry)  та Німецько-Української промислово-торговельної палати (AHK) . Цей статус підтверджує високий рівень діяльності компанії та її відповідність міжнародним стандартам бізнесу. 

### Старт виробництва екологічної упаковки та подальший розвиток (2023–2025)
У 2023 році Univest запустила лінійку першого в Україні паперового посуду без поліетилену під торговою маркою UniCup.   Ця продукція відповідає сучасним екологічним стандартам і була створена для зниження впливу на довкілля.
У 2024 році компанія розпочала будівництво першої черги сонячної електростанції потужністю 640 кВт. Цей проєкт є частиною стратегії Univest зі скорочення вуглецевого сліду та переходу на відновлювані джерела енергії. 

## Практики сталого розвитку
Фабрика паперового пакування Univest активно впроваджує принципи сталого розвитку у виробництві паперового пакування, орієнтуючись на циркулярну економіку та екологічні практики. Відходи з одних виробничих процесів стають сировиною для інших, що сприяє зменшенню обсягів відходів і підвищенню ефективності використання ресурсів. 
Однією зі стратегічних цілей компанії є досягнення вуглецевої нейтральності до 2027 року. Univest впроваджує рішення, спрямовані на використання бар'єрних покриттів і відновлюваних джерел енергії, включно із запуском сонячної електростанції потужністю 640 кВт.
Основні принципи сталого розвитку Univest:
1. Відновлювана енергія. Univest встановив сонячну електростанцію потужністю 640 кВт, що вже забезпечує понад 40% потреб у електроенергії в сонячний день. Компанія планує подвоїти цей показник до кінця наступного року, аби досягати до 100% забезпечення енергії з відновлюваних джерел у сонячний день.
2. Вуглецево-нейтральний слід. Сонячна електростанція дозволить значно скоротити споживання традиційних енергоносіїв та знизити викиди вуглекислого газу. Автоматизована система моніторингу в режимі онлайн відстежує ключові показники, такі як кількість згенерованої енергії та кількість збережених дерев. Так, з початку експлуатації СЕС на за майже 3 місяці  вдалося уникнути викидів СО2 в кількості 150 тонн. що еквівалентно 205 посадженим деревам.
3. Стійкі матеріали. Компанія співпрацює з постачальниками світового рівня для забезпечення поставок екологічних матеріалів, що зменшують кількість відходів і сприяють сталому розвитку.
4. Відповідальне пакування.  Univest приділяє значну увагу використанню стійких матеріалів та максимальному переробленню відходів. Компанія зобов'язується зменшити кількість відходів, які потрапляють на звалища, через інноваційні підходи, використовуючи відходи одного виробництва як сировину для іншого.
5. Запуск UniCup™, UniCarton™ та UniLids. Ці інноваційні продукти для напоїв розроблені для забезпечення естетичного вигляду та повної перероблюваності. Вони виготовлені із відновлюваних природних матеріалів і підлягають компостуванню. [18] [19] [20] [21] [22]

Univest визначає своїми пріоритетами: Створення та Турботу.
Ключовим повідомленням компанії є «Створення екологічних пакувальних рішень для харчової промисловості та турбота про винятковий досвід клієнтів».
Місія компанії: «З турботою про важливе: надавати харчовій промисловості стійкі, функціональні та високоякісні пакувальні рішення». Фабрика паперового пакування Univest інтегрує екологічні принципи у свою діяльність, сприяючи сталому розвитку та відповідальності перед суспільством і довкіллям.
У реалізації своєї стратегії Univest спирається на професійну команду, стабільність та безпеку. Компанія постійно розширює практики та використання інструментів Ощадливого виробництва (Lean). Досконалі процеси, справжнє лідерство, залучені співробітники забезпечують безперервний та сталий розвиток фабрики. 

## Громадські проекти
Фабрика паперового пакування Univest активно долучається до громадських ініціатив і підтримує соціальні проєкти, спрямовані на покращення життя місцевих громад та допомогу вразливим групам населення.
Компанія щороку надає фінансову підтримку в розмірі 1 млн грн для відділень неонатології, педіатрії та реабілітації Фастівської багатопрофільної лікарні інтенсивного лікування. Також Univest передає форму, рюкзаки та аксесуари для баскетбольної та футбольної команд Дитячо-юнацької спортивної школи у Фастові.
Компанія підтримує діяльність Фундації Дім Рональда МакДональда в Україні, здійснюючи щомісячні пожертви для забезпечення функціонування «Сімейних кімнат» при дитячих лікарнях. Ці кімнати створені для підтримки сімей, чиї діти проходять лікування, забезпечуючи комфортні умови перебування. 
Крім того, Univest підтримує фонд «Фастівчани», спрямований на розвиток і підтримку громади міста Фастів. Оскільки виробничий комплекс компанії розташований саме у Фастові, Univest активно допомагає його мешканцям.
Протягом 2024 та 2025 років компанія, замість традиційних новорічних подарунків, закуповує реабілітаційні костюми для поранених військових, які проходять відновлення після травм. Ця ініціатива реалізується у співпраці з громадською організацією «Волонтерська допомога 4.5.0.» та благодійною організацією «Фонд Свобода 4.5.0.»   . Щорічно Univest забезпечує передачу сотень лікарняних костюмів у шпиталі для поранених військовослужбовців.
Univest також підтримує діяльність благодійного фонду «Save Ukraine», спрямованого на евакуацію дітей із зон активних бойових дій та надання допомоги внутрішньо переміщеним особам. Щорічна фінансова підтримка фонду становить 2 млн грн. Центри волонтерської допомоги «Save Ukraine» функціонують у 27 населених пунктах, забезпечуючи допомогу на всій території буферної зони вздовж лінії розмежування.  
Засновники компанії також забезпечили передачу ліків у дитячі будинки та сімейні центри на суму 50 000 євро, а також підтримали придбання електронних пристроїв, акумуляторів і засобів для персональних потреб Збройних сил України.
Крім того, фабрика паперового пакування Univest є членом Асоціації українських виробників «Морозиво і заморожені продукти»  та входить до «Клубу пакувальників»   , що об'єднує виробників і експертів у галузі пакувальної індустрії та харчової промисловості.
Ця діяльність підкреслює прагнення Univest бути соціально відповідальним бізнесом, що допомагає тим, хто цього найбільше потребує, та підтримує екологічні ініціативи й активності своїх партнерів.